# کن ناریتا
کن ناریتا (انگلیسی: Ken Narita; ۱۸ مهٔ ۱۹۶۴ – ) بازیگر، و صداپیشگی در ژاپن اهل ژاپن بود. وی از سال ۱۹۸۵ میلادی تاکنون مشغول فعالیت بوده‌است.